# غراهام روبرتسون
غراهام روبرتسون (بالإنجليزية: Graham Robertson)‏ هو كاتب أمريكي، ولد في 16 يوليو 1973 في دنفر في الولايات المتحدة.